# Южная рыба-кабан
Южная рыба-кабан, или южный шилопёр (лат. Pentaceros decacanthus), — вид лучепёрых рыб из семейства вепревых (Pentacerotidae).

## Внешний вид и строение
Тело сжато с боков, высокое, покрыто ктеноидной чешуёй. Голова покрыта панцирем из грубых бороздчатых костей. Зубы на челюстях расположены полосками, отсутствуют на нёбе. Боковая линия выгибается вверх в средней части тела. Грудные плавники длинные с более длинными верхними лучами. В высоком спинном плавнике 11 жёстких и 12—14 мягких лучей. В анальном плавнике 4—5 жёстких и 8—10 мягких лучей. В грудных плавниках 15—18 мягких лучей. Хвостовой плавник с небольшой выемкой. Длина тела до 25,5 см.

## Распространение и места обитания
Обитает у южного побережья Австралии, вокруг Тасмании и у берегов Новой Зеландии. Встречается на континентальном шельфе и склоне, на глубине от 37 до 712 м, обычно на глубине более 300 м.

## Взаимодействие с человеком
Международный союз охраны природы отнёс южного шилопёра к категории «виды, вызывающие наименьшие опасения», для людей он безвреден.